# María Josefa Cerrato Rodríguez
María Josefa de los Reyes Cerrato Rodríguez (Arroyo de San Serván, Badajoz, 6 de enero de 1897 - Calamonte, Badajoz, 30 de abril de 1981) fue una veterinaria española. Pionera en este campo, fue la primera mujer en España y la tercera en Europa en obtener el título universitario de Veterinaria Cursó sus estudios brillantemente y se tituló en el año 1925 en la Escuela Especial de Veterinaria de Córdoba, centro de origen de la actual Facultad de Veterinaria de Córdoba.

## Biografía
Su familia gestionaba el herradero de su localidad y en esa época era obligatorio que este negocio fuese tutelado por un veterinario. Su abuelo y su padre habían sido veterinarios, y su madre maestra, pero al retirarse su padre, su hermano, que regentaba el negocio familiar, debería cerrarlo si no había un veterinario. Fue su padre quien la animó a matricularse en la universidad para obtener el título de veterinaria. En aquel tiempo las mujeres tenían prohibido estudiar esta carrera, por lo que en 1923 María Josefa tuvo que lograr un permiso especial del Ministerio de Instrucción Pública en el que se incluía un certificado médico que avalaba sus aptitudes físicas.
Cursó solfeo en el Conservatorio de Madrid, el bachillerato en Badajoz y allí mismo logró el título de Magisterio. Obtuvo plaza de maestra en Esparragosa de los Lares en oposiciones pero más tarde pidió una excedencia para empezar el preparatorio de acceso a la Universidad de Sevilla. Cursó los tres primeros cursos de Farmacia en la Universidad de Granada. Se matriculó como alumna libre en la Escuela Especial de Veterinaria de Córdoba en 1924 y obtuvo la licenciatura el 6 de junio de 1925. El 16 de febrero de 1926 se inscribió en el Colegio Oficial de Veterinarios de Badajoz. Una vez finalizada la carrera de veterinaria se trasladó a Santiago de Compostela, donde completó los restantes cursos de Farmacia en la Universidad de Santiago de Compostela. No fue la primera mujer en matricularse en Veterinaria, ya que Justina González Morilla se matriculó antes que María Josefa en la Universidad de León, pero finalizó la carrera en 1928. María Josefa pudo terminarla antes ya que le fueron convalidadas algunas asignaturas superadas en Farmacia.
Trabajó como Inspectora Municipal Veterinaria, maestra y farmacéutica en Calamonte entre 1926 y 1967.

## Homenajes
La noticia de la primera mujer veterinaria de España apareció en la sección de notas gráficas de la revista Andalucía ilustrada, editada en Córdoba en junio de 1925, y en el número 80 de agosto de 1925 de la Revista de Higiene y Sanidad Pecuarias.
En Calamonte le fue dedicada una calle en mayo de 1975. Después de su jubilación en 1967, el Colegio Provincial de Veterinarios de Badajoz le otorgó la Medalla de Oro de Veterinaria. En 1978, la Asociación de Veterinarios Titulares le rindió homenaje en Mérida. En 1979 fue nombrada presidenta de honor de la Asociación de Esposas de Veterinarios.